# Bangsal Aceh
Bangsal Aceh is een bestuurslaag in het regentschap Dumai van de provincie Riau, Indonesië. Bangsal Aceh telt 3887 inwoners (volkstelling 2010).